# Xã Prescott, Quận Adams, Iowa
Xã Prescott (tiếng Anh: Prescott Township) là một xã thuộc quận Adams, tiểu bang Iowa, Hoa Kỳ. Năm 2010, dân số của xã này là 424 người.